# Paraedwardsia arenaria
Paraedwardsia arenaria är en havsanemonart som beskrevs av Carlgren in Nordgaard 1905. Paraedwardsia arenaria ingår i släktet Paraedwardsia och familjen Edwardsiidae. Enligt den svenska rödlistan är arten otillräckligt studerad i Sverige. Arten förekommer i Götaland. Artens livsmiljö är havet. Inga underarter finns listade i Catalogue of Life.